# Picanço-andorinha
Picanço-andorinha (Hemipus hirundinaceus) é uma espécie de ave do género Hemipus na família Campephagidae. Pode ser encontrada nos seguintes países: Brunei, Indonésia, Malásia, Myanmar e Tailândia.
Os seus habitats naturais são: florestas subtropicais ou tropicais húmidas de baixa altitude e florestas de mangal tropicais ou subtropicais.